# Bazylika Katedralna Matki Bożej Różańcowej w Manizales
 Bazylika Katedralna Matki Bożej Różańcowej w Manizales lub krócej Katedra w Manizales (hiszp. Catedral Basílica Metropolitana Nuestra Señora del Rosario de Manizales) – rzymskokatolicki kościół w Manizales. Jego mierząca 106 m wieża jest najwyższą wieżą kościelną w Kolumbii.
Świątynia nosi od 26 listopada 1951 roku tytuł bazyliki mniejszej, nadany jej przez papieża Piusa XII.

## Historia
Katedra znajduje się w centrum Manizales przy Plaza de Bolívar i jest trzecią świątynią na tym miejscu. Jej poprzedniczkę zniszczył pożar, który wybuchł w 1926 roku. Została zaprojektowana w latach 1927–1928 w stylu neogotyckim przez francuskiego architekta Juliena Poltiego, odpowiedzialnego za zabytki Paryża. Została zbudowana z żelbetu w latach 1929–1939 przez firmę Papio, Bonarda & Co. Jest jedną z pierwszych konstrukcji tego typu, ponieważ w momencie rozpoczęcia jej budowy system ten był znany dopiero od 20 lat. W latach 1938 (gdy świątynia była jeszcze w trakcie budowy), 1962, 1979 i 1999 roku konstrukcja katedry doznała zniszczeń w wyniku dużych trzęsień ziemi. Biorąc powyższe pod uwagę przeprowadzono badania sejsmiczne w celu wzmocnienia murów oraz iglic wieży centralnej i otaczających ją 4 mniejszych wież. W 1981 roku katedra otrzymała status zabytku narodowego (Monumento National). 

## Architektura
Katedra została zbudowana na planie krzyża greckiego wpisanego w kwadrat. Ma trzy nawy i prezbiterium z chórem dla kanoników. Powierzchnia katedry wynosi 2400 m² i może pomieścić 5000 wiernych. Dekoracyjny baldachim przykrywa ołtarz główny. Nastawa ołtarzowa została wykonana z pozłacanego drewna. W podziemiach katedry znajduje się krypta w stylu rzymskich katakumb.
Mierząca 106 w wieża jest najwyższą wieżą kościelną w Kolumbii. Na jej szczycie znajduje się punkt widokowy. Do punktu widokowego prowadzą schody zwane Corredor Polaco.

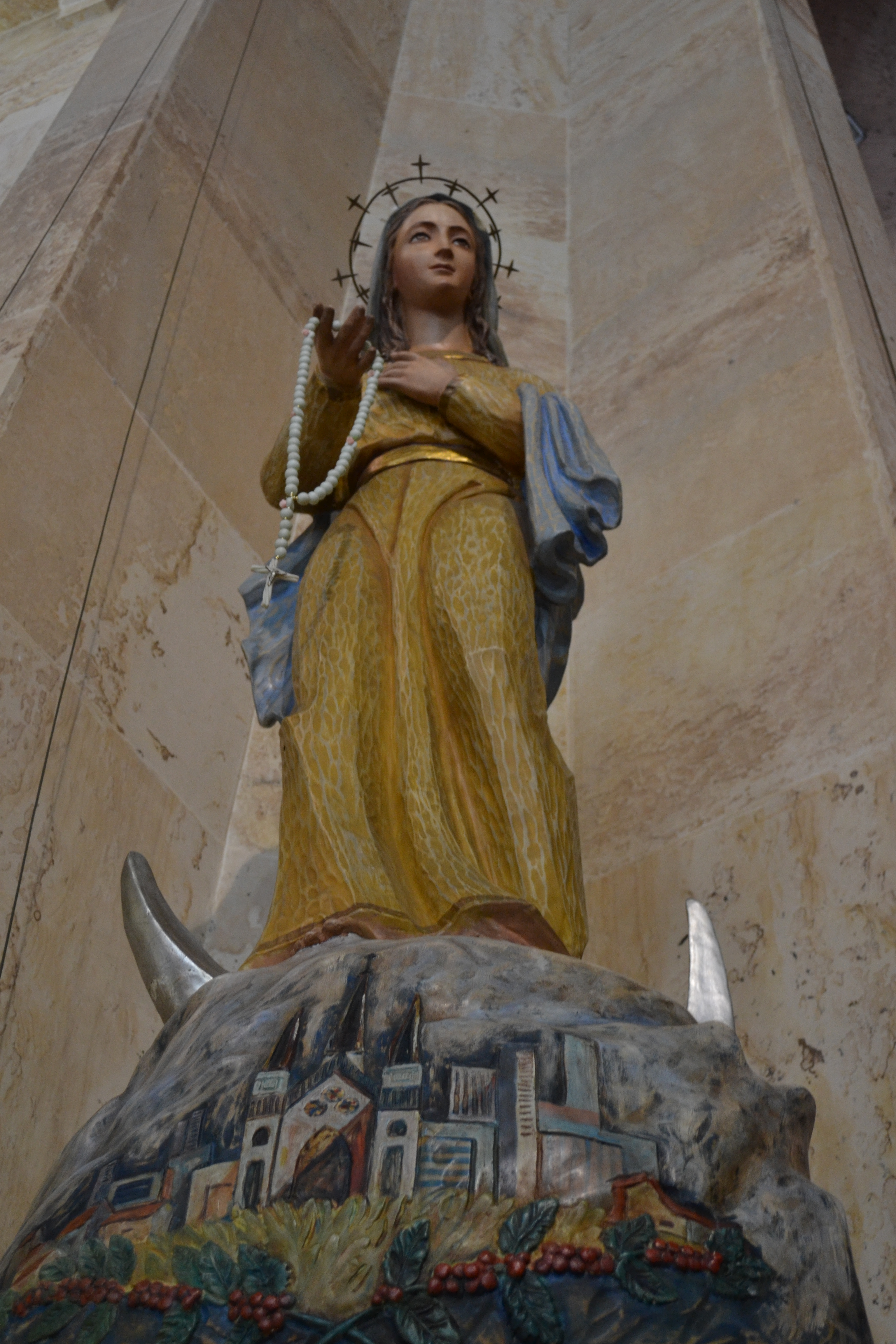
Matka Boża Różańcowa – patronka Manizales
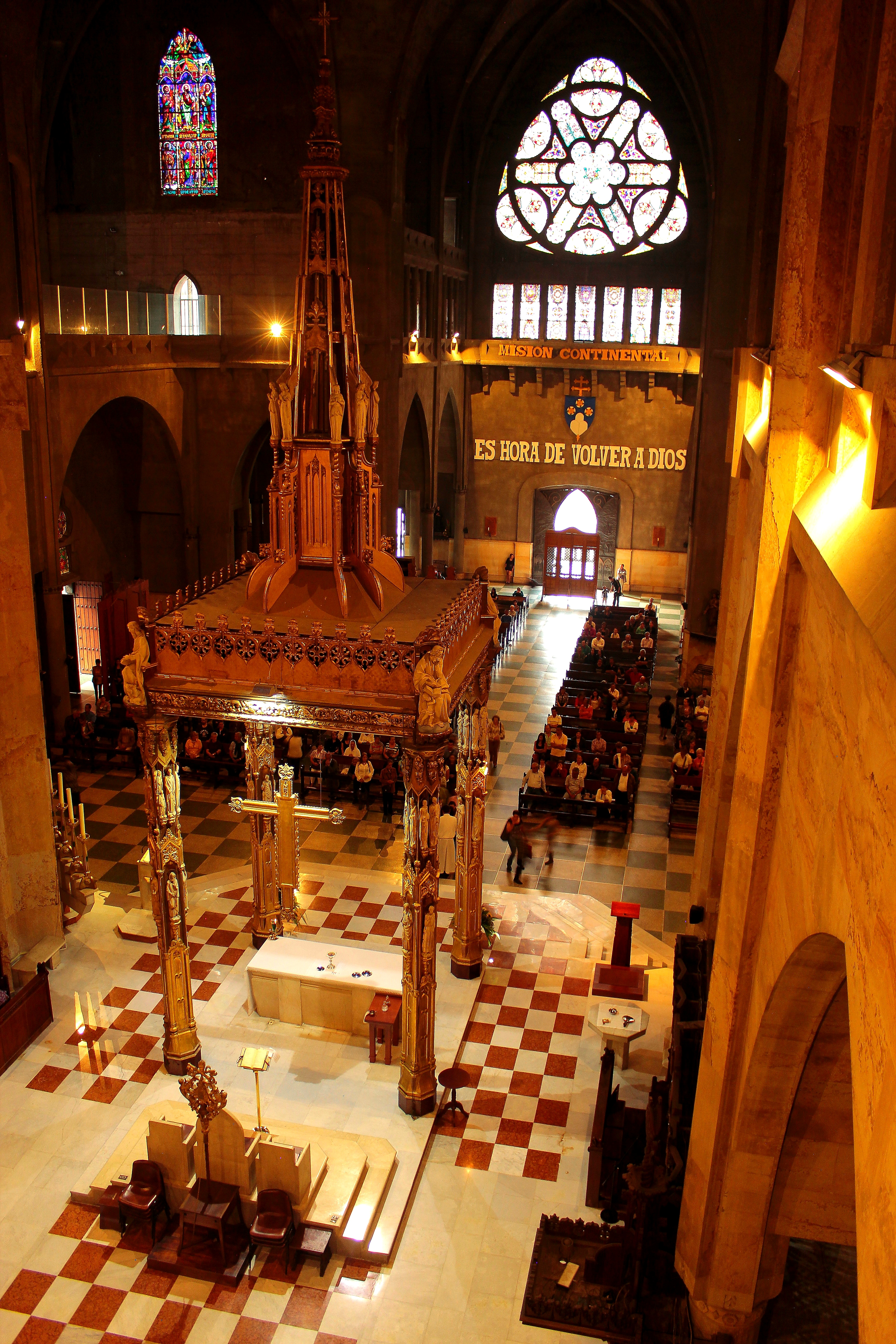
Wnętrze – ołtarz główny z baldachimem
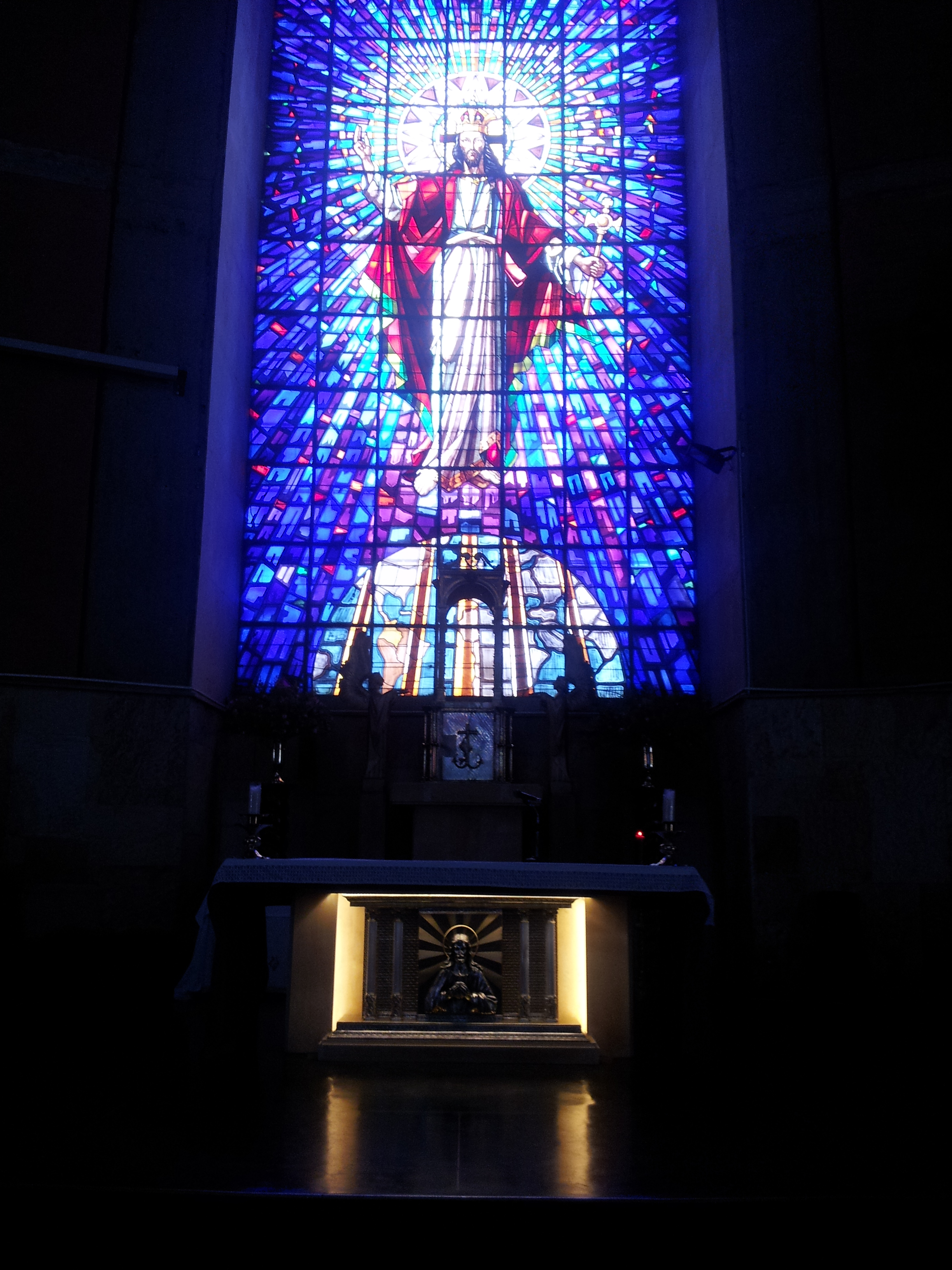
Witraż Chrystus Król
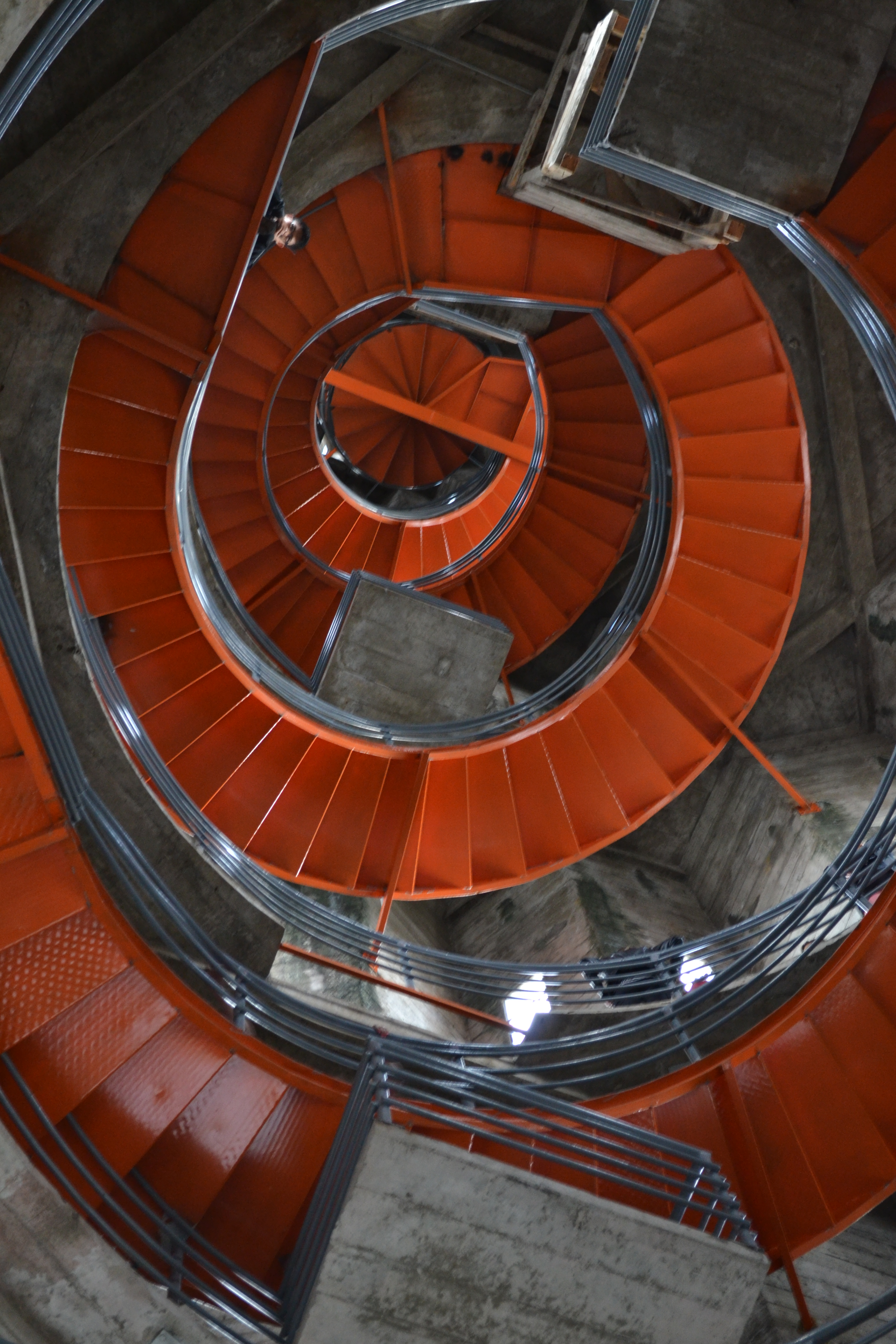
Schody prowadzące na wieżę – Corredor Polaco